# Trittico di Benedetto Portinari
Il Trittico di Benedetto Portinari è un dipinto a olio su tavola (primo pannello 45,5x34,5 cm, secondo 43x31, terzo 45x34) di Hans Memling, datato sul pannello destro 1487 e conservato nella Galleria degli Uffizi a Firenze (pannelli laterali) e nella Gemäldegalerie di Berlino (scomparto centrale).

## Storia
L'opera venne commissionata a Bruges da Benedetto Portinari (1466-1551), nipote di quel Tommaso, consigliere di Carlo il Temerario, che aveva commissionato il Trittico Portinari a Hugo van der Goes e svariate opere a Memling. Le tre tavole vennero spedite a Firenze a decorare la chiesa di Sant'Egidio nell'ospedale di Santa Maria Nuova, patronato dei Portinari.

## Descrizione e stile
Il trittico, ambientato in una loggia aperta su un paesaggio, raffigura al centro la Madonna col Bambino reggente la mela (simbolo del Peccato originale), e ai lati Benedetto Portinari in adorazione e san Benedetto leggente, protettore del committente.
L'opera spicca per il realismo dell'ambientazione e l'attenzione lenticolare al dettaglio, tipica dei fiamminghi. I personaggi sono ritratti a mezzo busto e si appoggiano a un parapetto, uno stratagemma tipico di questo formato, che giustificava il taglio a metà delle figure e permetteva una fusione tra mondo reale e mondo dipinto tramite la proiezione dei soggetti come se uscissero dalla cornice varcando il parapetto stesso.
Dolcissimo è lo sfondo, che si perde in lontananza oscurato dalla foschia in attuazione della prospettiva aerea, punteggiato da segni della presenza umana e alberelli fronzuti: paesaggi del genere ebbero una profonda influenza su Leonardo da Vinci, Pietro Perugino e i pittori umbri.
Il ritratto di Benedetto Portinari, a destra, non è sicuramente identificato, ma estremamente probabile, anche per la presenza del suo motto DE BONO IN MELIVS su un cartiglio sul retro della tavola, dove si vede anche una quercia.

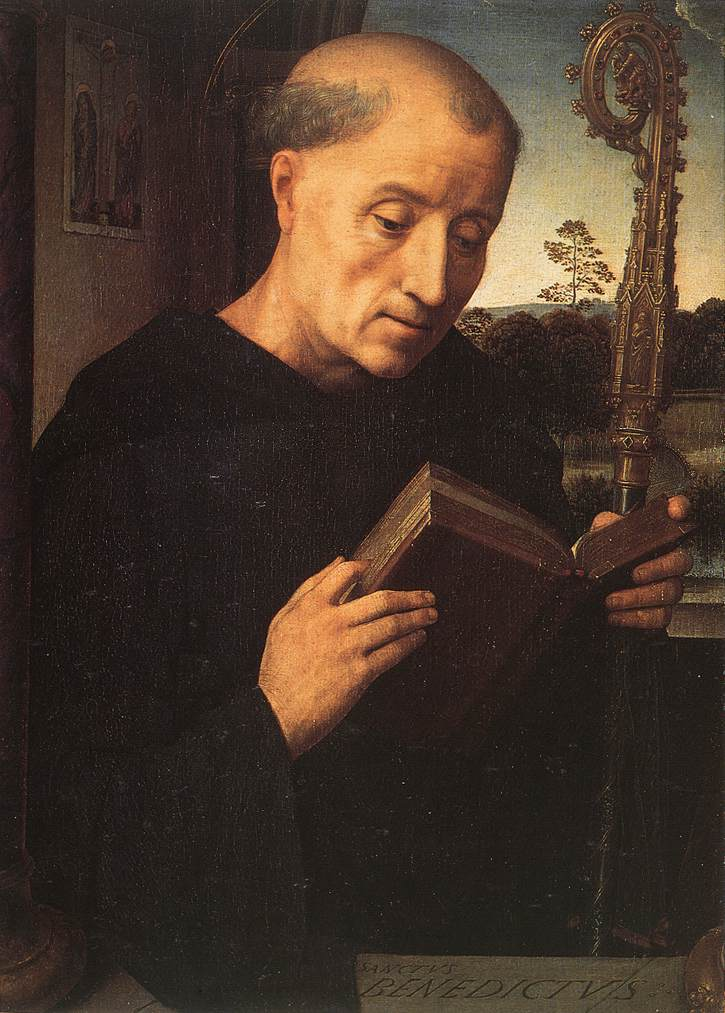
San Benedetto, Firenze
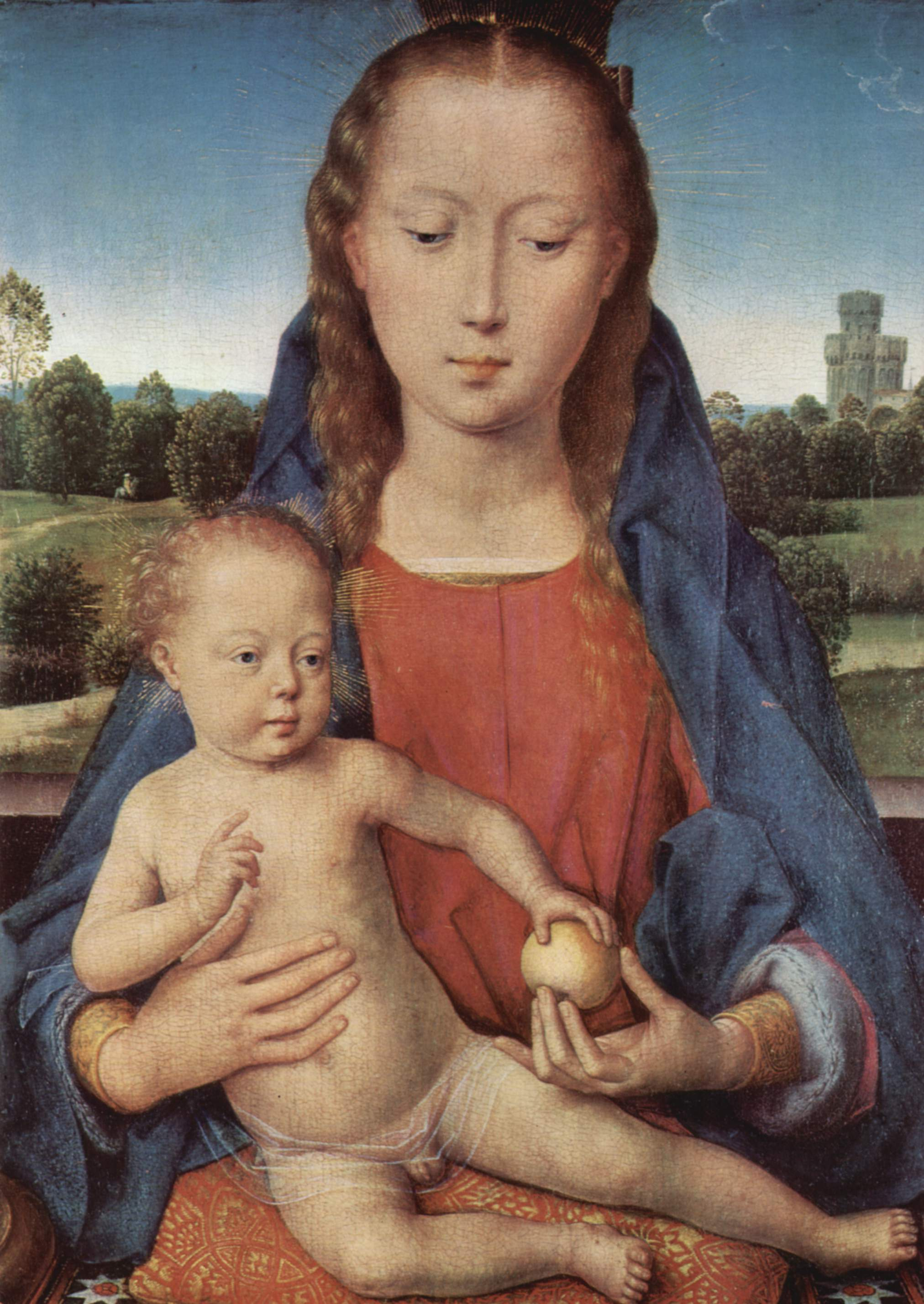
Madonna col Bambino, Berlino
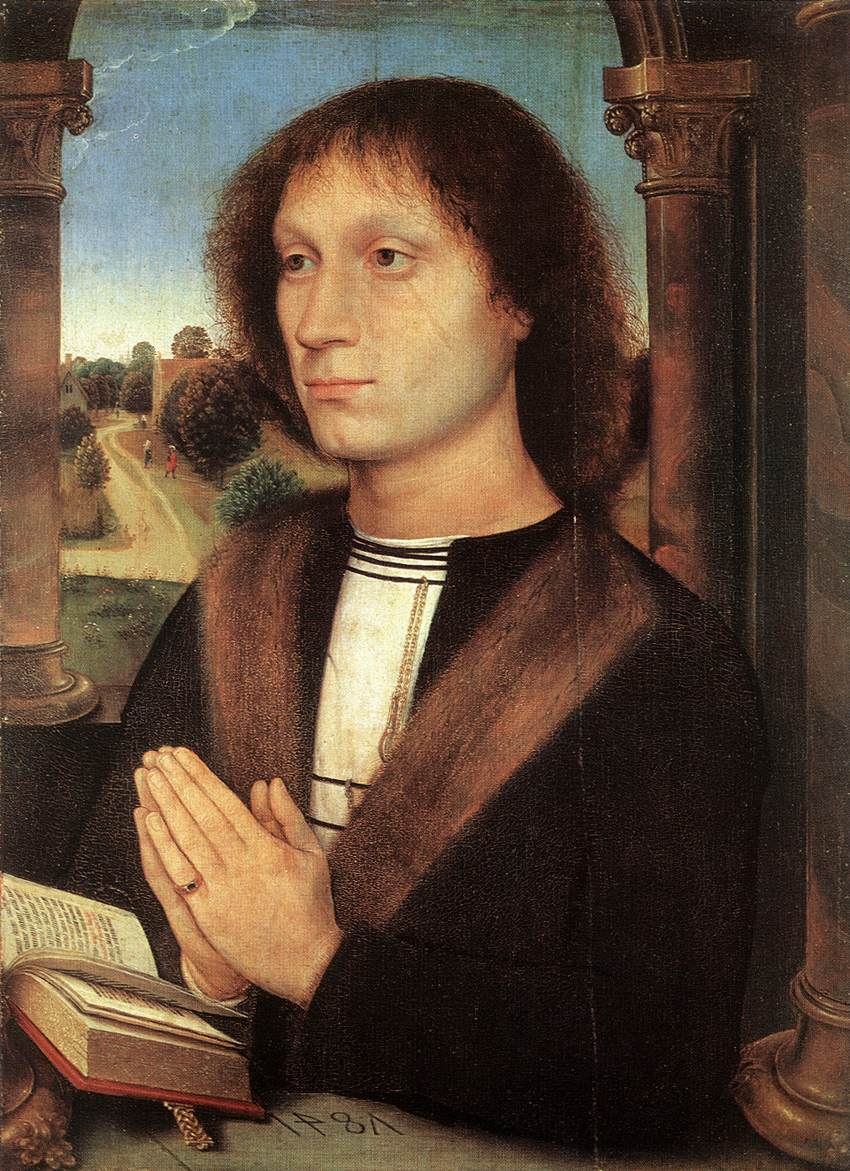
Benedetto Portinari, Firenze